# Little Odessa
Little Odessa är en amerikansk långfilm från 1994 skriven och regisserad av James Gray. I huvudrollerna syns bland andra Tim Roth, Edward Furlong, Moira Kelly, Vanessa Redgrave och Maximilian Schell.
Filmen hade urpremiär på filmfestivalen i Venedig 29 augusti 1994.

## Handling
Filmen handlar om relationen mellan far (Maximilian Schell) och hans söner (Tim Roth och Edward Furlong), varav en är en hit-man för den ryska maffian i Brooklyn.

## Rollista (i urval)
| Skådespelare         | Roll             |
| -------------------- | ---------------- |
| Tim Roth             | Joshua Shapira   |
| Edward Furlong       | Reuben Shapira   |
| Moira Kelly          | Alla Shustervich |
| Vanessa Redgrave     | Irina Shapira    |
| Paul Guilfoyle       | Boris Volkoff    |
| Natalya Andrejchenko | Natasha          |
| Maximilian Schell    | Arkady Shapira   |

## Kritiskt mottagande
Filmen har fått blandande recensioner. Roger Ebert gav filmen två stjärnor av fem och kritiserade Edward Furlongs skådespelari i filmen. Hos Rotten Tomatoes har filmen fått 71%.